# 400 î.Hr.

## Nașteri
- Archytas, om de știință, filosof și matematician grec (d. 350 î.Hr.)